# Trois vœux (émission de télévision)
Cet article concerne une émission de télé-réalité. Pour le film de Martha Coolidge, voir Trois vœux.
Trois vœux (Three Wishes) est une émission de télé-réalité américaine en dix épisodes de 45 minutes diffusée du 23 septembre au 9 décembre 2005 sur le réseau NBC et Citytv au Canada.
En France, l'émission a été diffusée à partir du 25 février 2009 sur TMC.

## Principe
La chanteuse Amy Grant, accompagnée de Carter Oosterhouse, Eric Stromer et Diane Mizota s'installent dans une petite ville américaine pendant une semaine. Ils demandent alors à la population de leur formuler leurs vœux. Parmi ces souhaits, l'équipe s'engage à en faire se réaliser trois au cours de la semaine.
L'émission se termine toujours par une fête foraine et un concert donné par Amy Grant.

## Épisodes
1. Sonora, Californie (23 septembre 2005)
2. Clovis, Nouveau-Mexique (30 septembre 2005)
3. Brookings, Dakota du Sud (7 octobre 2005)
4. Le Mars, Iowa (14 octobre 2005)
5. Covington, Géorgie (21 octobre 2005)
6. Brook Park, Ohio (28 octobre 2005)
7. Cedar City, Utah (4 novembre 2005)
8. Dover, Ohio-New Philadelphia, Ohio (11 novembre 2005)
9. Christmas Wishes (2 décembre 2005)
10. I Wish to Be Bill Gates (9 décembre 2005)